# Zosteropoda clementi
Zosteropoda clementi är en fjärilsart som beskrevs av Meadows 1942. Zosteropoda clementi ingår i släktet Zosteropoda och familjen nattflyn. Inga underarter finns listade i Catalogue of Life.